# الماگلن
الماگلن یک روستا در ایران است که در دهستان فولادلوی جنوبی واقع شده‌است. الماگلن ۵۰ نفر جمعیت دارد.